# 公孫姓
公孫姓，為漢字複姓之一，在《百家姓》中排名第429位。起源于周朝。《廣韻》記載：”古封公之後，皆自稱公孫，故其姓多，非一族也“。也就是说，古代各诸侯的后代都喜欢以公孙作为自己的姓氏，所以各个地方的公孙姓人士之间不一定就是同族。例如公孫衍出自魏國公室，而商鞅出自衛國公室，故稱公孫鞅。在今日，公孫姓仍然是中國複姓中的一個大姓。《中国人名大辞典》中收录公孙姓人士43例，为各“公”系复姓之最。

## 郡望
- 高阳郡：在今河北省高阳县一带。

## 延伸阅读
[在维基数据编辑]
 《百家姓》
 《欽定古今圖書集成·明倫彙編·氏族典·公孫姓部》，出自陈梦雷《古今圖書集成》